# Deception III: Dark Delusion
Deception III: Dark Delusion (Soumatou no Japão) é um RPG de estratégia, lançado em 1999 para PlayStation, foi desenvolvido e publicado pela Tecmo e é o terceiro jogo da série Deception da Tecmo.

## Enredo
O enredo não tem nenhuma referência satânica/demoníaca (como o primeiro Deception, Invitation to Darkness) nem o jogador controla um personagem manipulado que sofreu uma lavagem cerebral e mata muitas pessoas inocentes (como o segundo Deception, Kagero).

### Introdução
Dark Delusion desenrola-se num ambiente medieval.
O jogador controla Reina, uma garota ruiva de Burganfada que foi raptada, juntamente com sua família adotiva, e levada de barco para uma ilha muito distante, o reino de Alendar, para serem vendidos como escravos.
Depois de escapar, Reina precisa tentar sobreviver enquanto ajuda aqueles que a salvaram, além de resgatar sua família.
Os perseguidores mandados por Margaretta têm interesse num broche com uma pedra misteriosa dada por Rosetta. Esta pedra dá ao usuário o poder de voltar no tempo, além de absorver almas para controlar armadilhas sádicas e letais (pêndulos, garras, bombas, flechas, pedras, etc.). Mas, a que preço?

### Personagens
A lista de personagens é muito vasta, pois existem vários inimigos.
A grande maioria deles aparece apenas uma única vez... pois são quase todos aniquilados pelo jogador.

#### Personagens principais
| Nome      | Profissão  | Observação           |
| --------- | ---------- | -------------------- |
| Reina     | .          | personagem principal |
| Albert    | .          | .                    |
| Cecilia   | .          | .                    |
| Miguel    | mercenário | .                    |
| Margareta | rainha     | .                    |

#### Personagens secundários
| Nome      | Profissão            | Observação                                   |
| --------- | -------------------- | -------------------------------------------- |
| Rosetta   | .                    | mãe adotiva de Reina                         |
| Paul      | .                    | filho de Rosetta                             |
| Marco     | .                    | ajuda Reina a escapar. É irmão de Albert     |
| Taure     | alquimista           | mestre de Albert e Marco                     |
| Cristina  | .                    | .                                            |
| Cupido    | ajudante de Cristina | ele ama secretamente Cristina                |
| Frederick | rei                  | mandante do sequestro de Reina e sua família |

#### Inimigos
| Profissão   | Tradução           | Personagens                                                                          |
| ----------- | ------------------ | ------------------------------------------------------------------------------------ |
| Chemist     | Alquimista         | .                                                                                    |
| Amazon      | Amazona            | .                                                                                    |
| Witch       | Bruxa              | Altea, Nirvana                                                                       |
| Hunter      | Caçador            | .                                                                                    |
| Pleasant    | Camponês           | Hans, Ellena                                                                         |
| Knight      | Cavaleiro          | Wolf, Sirado, etc.                                                                   |
| Hell knight | Cavaleiro infernal | Galhahad                                                                             |
| Bomber      | Granadeiro         | Valletta                                                                             |
| Thief       | Ladrão             | Gina                                                                                 |
| Ninja       | Ninja              | .                                                                                    |
| Sage        | Sábio              | .                                                                                    |
| Torturer    | Torturador         | Igor                                                                                 |
| *           | Outros             | Cecilia, Cristina, Cupido, Miguel (mercenário), Frederick (rei), Margaretta (rainha) |
| *           | *                  | Etc.                                                                                 |

## Modos de jogo
O título traz algumas novidades para o sistema de jogo com relação a  Kagero: Deception II  enquanto não modifica substancialmente. O número de armadilhas aumenta e algumas delas podem ser combinadas adicionando objetos, como emblemas, anéis e esferas, que alteram diferentes aspectos da armadilha original. O jogador desta vez coleta  ark  das vítimas e mata  dreak  baseado na eficiência das mortes, ambas usadas para melhorar as armadilhas. Além disso, dois modos de jogo foram adicionados: um modo prático ( Trap License Mode ) que permite testar as armadilhas em diferentes ambientes e o modo expert ( Expert Mode ) no qual o jogador deve completar um total de dez níveis cheios de obstáculos e dificuldades.

## Jogabilidade
Deception pode ser considerado um teste de criatividade e também de crueldade.
Com visão em terceira pessoa, o jogador controla a personagem em tempo real dentro de um ambiente tridimensional. Não coincidentemente, nas câmaras do castelo medieval lembram claramente o cenário do jogo anterior, Kagero.
Ele deve usar armadilhas para para derrotar seus inimigos armados, que incluem: cavaleiros, magos, bruxas, ninjas, ladrões, amazonas, caçadores, camponeses, alquimistas, etc.

### Energia
Tudo isso deve ser feito evitando que a energia da personagem se esvazie. Esta é mostrada na forma de uma esfera localizada no canto inferior esquerdo da tela.
À medida que os inimigos a atacam, essa esfera vai se despedaçando.
Para recuperá-la existem os loons, que são os cristais verdes encontrados nos capítulos do modo História. Geralmente são encontrados dois ou três loons por capítulo.
Vale observar que cada um deles só pode ser usado uma única vez por capítulo.

### Armadilhas
As armadilhas (ou traps, em inglês) são usadas para atingir os inimigos, além poderem ativar outras armadilhas e assim incrementar o combo (sequência), e consequentemente aumentar os danos infligidos nos oponentes.
Deve-se observar que cada armadilha tem o seu charge time (ou seja, tempo de carga), não sendo possível acioná-la até que seu charge time esteja completo.

#### Criação de armadilhas
Dependendo de quantos e também de como os oponentes são derrotados, o jogador recebe certa quantia de "Ark", que pode ser usado para criar e/ou otimizar as armadilhas.
Elas são criadas usando-se magia negra anciã. Os quatro elementos usados para criar uma armadilha são:
| Elemento    | Tradução | Comentário                                                 | Opções                                         |
| ----------- | -------- | ---------------------------------------------------------- | ---------------------------------------------- |
| base circle | base     | define o tipo de armadilha (chão, parede, teto)            | flecha, pêndulo, bomba, catapulta, pedra, etc. |
| emblem      | emblema  | define o elemental da armadilha                            | fogo, gelo, choque, veneno, etc.               |
| orb         | esfera   | define a força da armadilha (quanto mais orbs, mais forte) | 1, 2, 3 ou 4.                                  |
| ring        | anel     | atribui características especiais às armadilhas            | automático, rápido, dano, zero, etc.           |

#### Armadilhas do cenário
Há muitas outras armadilhas distribuídas pelo cenário: armadilhas de switch e armadilhas automáticas.
Todas elas também podem ser usadas para incrementar os combos infligidos nas vítimas. Ah, quer dizer, invasores...

##### Armadilhas de switch
Estas são ativadas quando a personagem toca no switch (botão de ativação) correspondente.
Estas incluem: candelabros, escadarias, estátuas, buracos, sinos, etc.

##### Armadilhas automáticas
Estas funcionam automaticamente, fora do controle do jogador, bastando arremessar os inimigos nelas.
São elas: lanças, espetos, ventiladores, fornalhas, serras, cadeiras-elétricas, barris, engrenagens, etc.

#### Armadilhas especiais
Existem, no total, seis armadilhas especiais. Elas podem ser obtidas ao se terminar o jogo.

### Terminando o jogo
O final depende das várias escolhas feitas no desenvolver da história. Existem quatro finais diferentes.
Após os créditos, o jogador recebe uma armadilha especial e também 50.000 Ark extra.
Então ele pode salvar e recomeçar com as mesmas armadilhas e a quantia de Ark restante do jogo anterior.

## Desenvolvimento

### Ambiente
O jogo é ambientado numa época medieval. O jogador explora alguns castelos, que possuem câmaras como: hall de entrada, sala do trono, sala de tortura, calabouço, etc.
É possível encontrar vários objetos de arte, como pinturas, estátuas, candelabros, vitrais, etc.
Estes ambientes são muito bem detalhados e decorados, o que pode ser observado nas portas, colunas, escadarias e etc.

### Trilha sonora
Uma mistura de ópera, música sacra e instrumental.

### Melhorias
O jogo apresenta:
- mais de 2.000 armadilhas (dependendo da combinação de bases, emblemas, esferas e anéis usados na criação de cada uma delas);
- 3D aprimorado;
- quatro modos de jogo (história, missão, treinamento, licença);
- sistema de armadilhas melhorado (ligando armadilhas umas às outras);
- múltiplos finais (que mudam de acordo com as decisões tomadas pelo jogador durante o modo História).